# Antonio Suárez
Antonio Suárez Vázquez, nacido el 20 de mayo de 1932 en Madrid y fallecido el 6 de enero de 1981 en la misma ciudad, fue un ciclista español que fue profesional de 1956 a 1965.
Fue presidente de la Federación Castellana de Ciclismo, de 1969 a 1973, tras su retirada del ciclismo. 

## Palmarés
| 1956 - 1 etapa de la Vuelta a Asturias 1957 - 1 etapa de la Vuelta a España - 1 etapa en la Vuelta a Andalucía - 1 etapa de la Vuelta a La Rioja - 1 etapa de la Vuelta a Asturias - 2 etapas de la Vuelta a Levante 1958 - 1 etapa en la Vuelta a Andalucía - 1 etapa en la Bicicleta Eibarresa - 1 etapa en el Circuito Montañés 1959 - Vuelta a España , más clasificación de la montaña y 2 etapas - Campeón de España de ciclismo en ruta - Campeón de España por Regiones | 1960 - Trofeo Torres-Serdán - 1 etapa de la Vuelta a España - Campeón de España de ciclismo en ruta - 1 etapa en la Bicicleta Eibarresa 1961 - Clasificación por puntos de la Vuelta a España , más 1 etapa - 3.º del Giro de Italia, más 1 etapa - Campeón de España de ciclismo en ruta 1964 - Campeón de España por Regiones 1965 - Campeón de España por Regiones |

## Resultados en Grandes Vueltas y Campeonatos del Mundo
| Carrera         | 1956 | 1957 | 1958 | 1959 | 1960 | 1961 | 1962 | 1963 | 1964 | 1965 |
| --------------- | ---- | ---- | ---- | ---- | ---- | ---- | ---- | ---- | ---- | ---- |
| Giro de Italia  | -    | -    | -    | -    | -    | 3º   | 11.º | -    | 16.º | -    |
| Tour de Francia | -    | Ab.  | 64.º | Ab.  | 17.º | -    | Ab.  | Ab.  | -    | -    |
| Vuelta a España | Ab.  | 21.º | Ab.  | 1.º  | 11.º | 4.º  | -    | 6.º  | -    | 30.º |
| Mundial en Ruta | -    | -    | -    | -    | -    | -    | -    | -    | -    | -    |

-: no participa

Ab.: abandono